# Rykodisc
Rykodisc è un'etichetta discografica statunitense di proprietà del Warner Music Group che opera come sottounità dell'Indipendent Label Group e viene distribuita dalla Alternative Distribution Alliance.

## Storia
Nota per essere stata la prima etichetta discografica indipendente negli Stati Uniti a pubblicare solo CD fu fondata nel 1983 a Salem nel Massachusetts, da Arthur Mann, Rob Simonds, Doug Lexa e Don Rose. Il nome "Ryko" deriva dalla parola giapponese che significa "suono da un lampo o una luce" e fu scelto per supportare la strategia commerciale di vendere solo CD. Alla fine degli anni ottanta l'etichetta cominciò a pubblicare versioni in cassette e vinili ad alta qualità di album sotto il nome di Ryko Analogue.
L'etichetta ha pubblicato dal 1988 i propri compact disc confezionati in jewel case colorati di verde non molto dissimili dal vetro riciclato.
Durante la propria storia pubblicò molte riedizioni di album di successo tra di vari artisti tra cui: Elvis Costello, David Bowie, Yōko Ono, Frank Zappa, Nick Drake, Nine Inch Nails, Sugar, Robert Wyatt, e Mission of Burma. Rykodisc possiede tuttora i diritti del catalogo di Frank Zappa ed ha ripubblicato il catalogo della SST Records dei Meat Puppets.
Durante gli anni l'etichetta ha acquisito Hannibal Records, Tradition Records, Gramavision Records, Emperor Norton Records, Restless Records e recentemente la Cordless Recordings. Ha inoltre fondato una propria compagnia di distribuzione, la Ryko Distribution, ed una casa editrice, la Rykomusic.
Nel 1998, Chris Blackwell dopo aver lasciato la Island Records acquistò la Rykodisc per un valore di 35 milioni di dollari, con l'intento di acquisire esperienza nella distribuzione e nel marketing musicale per il suo nuovo progetto imprenditoriale, la Palm Pictures. L'anno seguente la sede di Salem fu chiusa e molti veterani dell'industria discografica furono licenziati.
Il 23 marzo 2006 la Warner Music Group annunciò di avere acquisito la Ryko Corporation per 67,5 milioni di dollari. 
Sempre nel 2006, la EverGreen Copyrights comprò il catalogo delle edizioni Rykomusic.
Nel 2009, Ryko Distribution fu aggregata alla Alternative Distribution Alliance.

## Artisti che hanno pubblicato con l'etichetta

### Sotto contratto al 2013
- Justin Currie
- Bruce Cockburn
- Matt Duke
- Gliss (Cordless/Rykodisc)
- Bill Hicks
- Will Hoge
- Gary Louris
- Megan McCormick
- Keb Mo
- Allison Moorer
- Nickel Eye
- The Notorious MSG  (Cordless/Rykodisc)
- Mark Olson
- The Posies
- Sam & Ruby
- Seasick Steve
- Matt White

### Artisti del passato
- Andrew Bird's Bowl of Fire
- Auto Interiors[4]
- Badfinger
- Midnight Movies
- Bang Gang[4]
- Sally Barker
- Basshunter (Cordless/Rykodisc)
- Jay Bennett[4]
- Big Star[4]
- Breakup Breakdown  (Cordless/Rykodisc)
- David Bowie
- Belinda Carlisle[4]
- Bootsy Collins
- Elvis Costello and the Attractions
- The Crash[4]
- Robert Cray
- Justin Currie[4]
- Catie Curtis
- John Cale (Hannibal)
- Dangerous Muse (Cordless/Rykodisc)
- Death Angel
- The Del Lords (Restless/Rykodisc)
- Devo
- Die Mannequin (Cordless/Rykodisc)
- Director  (Cordless/Rykodisc)
- Elf Power[4]
- Brian Eno
- Roky Erickson (Restless/Rykodisc)
- Alejandro Escovedo
- Eskimo Joe[4]
- Fastball
- Lawrence Ferlinghetti
- Jeff Finlin[4]
- Freezepop[4]
- Galaxie 500[4]
- Thea Gilmore[5]
- Golden Smog
- Robert Gordon & Chris Spedding
- Meral Guneyman[4]
- Pete Ham
- Mickey Hart
- Miho Hatori[4]
- Robert Hazard[4]
- Jimi Hendrix
- Kristin Hersh
- Bill Hicks[4]
- HUMANWINE (Cordless/Rykodisc)
- Jihad Jerry & The Evildoers (Cordless/Rykodisc)
- Joe Jackson[4]
- John & Mary
- Evan Johns & the H-Bombs
- Jump with Joey
- Junior Senior[4]
- Jupiter One  (Cordless/Rykodisc)[5]
- Kennedy (Cordless/Rykodisc)
- Jack Kerouac
- James Kochalka Superstar[4]
- Koishii & Hush (Cordless/Rykodisc)
- Ladytron
- Keith Levene's Violent Opposition
- Nils Lofgren
- Gary Louris[4]
- Lucky Dube[5]
- Roger Joseph Manning, Jr. (Cordless/Rykodisc)
- Matthew
- Maven (Cordless/Rykodisc)
- Leslie Mendelson
- Ministry
- Mission of Burma
- Joey Molland
- Mono
- Mono Puff
- Morphine
- Mothers of Invention
- Bob Mould
- Mouth Music
- Misfits
- My Life with the Thrill Kill Kult
- Nine Inch Nails
- Nickel Eye[5]
- Yōko Ono
- Oranj Symphonette
- Osaka Popstar[4]
- Plan B (Cordless/Rykodisc)
- The Residents (Cordless/Rykodisc)
- Raspberries[4]
- Resurrecting the Champ[4]
- Revolting Cocks
- Josh Rouse
- Rusty Truck[4]
- Skye (Cordless/Rykodisc)
- Soul Asylum
- The Storys[4]
- Sugar
- Supreme Beings of Leisure[5]
- Skerik's Syncopated Taint Septet (Rykodisc/Ropeadope)
- The Takeover UK[4]
- Throw The Fight (Cordless/Rykodisc)
- Throwing Muses
- Tin Hat[4]
- James Jackson Toth[5]
- Was (Not Was)[5]
- Kelly Willis[4]
- Wednesday 13
- Willard Grant Conspiracy
- Waltham
- XrayOK (Cordless/Rykodisc)
- The Young Knives[4]
- Frank Zappa[4]
- Zillatron (Bootsy Collins)
- Martin Zellar